# Creu de terme (Sant Feliu de Codines)
La Creu de terme és una creu de terme de Sant Feliu de Codines (Vallès Oriental) situada al final del carrer de la Creu del Terme, sobre una codina, des de la qual hi ha un ampli domini visual del nucli urbà.
Construïda el 1952, és una creu llatina de formigó i de grans dimensions que està fixada sobre una base de dos graons de formigó decorats amb pedres de petites dimensions a mode de mosaic.